# Band of Gypsys
A Band of Gypsys Jimi Hendrix egyetlen koncertalbuma, mely életében megjelent és amit a Capitol Records adott ki (az 1965-ös szerződés ezzel az aktussal vált semmissé). Még a halála előtt kiadták – 1970. március 25-én – és így ez lett az utolsó album, melynek munkálatait ő felügyelte. Az albumot (és a katalógus többi részét) ma már az MCA adja ki.
1969 közepén a The Jimi Hendrix Experience feloszlott, a woodstocki fesztiválon Hendrix már egy új formációval, a Gypsy Sun and Rainbows-zal lépett fel. A zenekar rövid életű volt, ezután Billy Cox és Buddy Miles társaságában megalapította a Band of Gypsys-t. Több stúdiófelvételt is készítettek, melynek nagy részét Hendrix halála után adták ki. 1969 szilveszterén és 1970 újév napján négy koncertet adtak a New York-i Fillmore Eastben.
Az albumon szereplő dalokat az 1970. január 1-jén adott utolsó két koncert anyagából válogatták ki. Ezek műsora a következő volt, az album dalait (*) jelzi:
1970. január 1. (3. koncert)
1. "Who Knows" *
2. "Machine Gun" *
3. "Changes"
4. "Power of Soul"
5. "Stepping Stone"
6. "Foxy Lady"
7. "Stop"
8. "Hear My Train a Comin'"
9. "Earth Blues"
10. "Burning Desire"

1970. január 1. (4. koncert)
1. "Stone Free" / "Little Drummer Boy"
2. "Changes" *
3. "Power of Soul" *
4. "Message to Love" *
5. "Earth Blues"
6. "Machine Gun"
7. "Voodoo Chile (Slight Return)"
8. "We Gotta Live Together" *
9. "Wild Thing"
10. "Hey Joe"
11. "Purple Haze"

A négy koncerten Hendrix csúcsformában volt, és az albumra válogatott dalok mind újak voltak. A tény, hogy ezek a dalok sosem jelentek meg stúdiófelvételként, még fontosabbá teszik az albumot. (A Message to Love és a Power of Soul posztumusz kiadásokon jelentek meg.) A "Machine Gun" azon változatát, mely az albumra került, általánosan az egyik legjobb dalnak tartják, amiben kulcsszerepe van az elektromos gitárnak. Hosszú, bonyolult szólója, a gépfegyver ropogását utánzó dob és a feedback kifinomult használata egy csatamező hangjait és hangulatát idézi: helikopterek, becsapódó bombák, robbanások és gépfegyverek. Ezek mellett Hendrix mindig méltatta a dal központi melódiáját.
A feloszlás utáni „bocsánatkérés” jegyében két Buddy Miles-dal is felkerült az albumra. A We Gotta Live Together a koncerten majdnem kétszer olyan hosszú volt, mint az albumon (kezdés előtt úgy hallatszik, mintha a Sly and the Family Stone Sing a Simple Song című dalából játszanának részletet). A teljes verzió a Hendrix: Live at the Fillmore East című albumon hallható.
A két nap alatt előadott négy koncert miatt a zenekarnak kis zavart okozott, hogy kevés saját daluk volt. Ezért Hendrix elővette a régi slágereket, mint a Wild Thing, a "Hey Joe", a "Purple Haze", a "Voodoo Child", a "Foxy Lady", a Fire és a "Stone Free". Az utolsó koncert vége előtt nem sokkal Hendrix azt mondta: „Csak próbálunk találni valamit, amit eljátszhatnánk, de csak hat dalt tudunk…hét…kilenc.” Ezután a Voodoo Child különösen gyors változatába kezdett. Hendrixnek sok erőt adtak új társai, így sikeresen leheltek új életet azokba a régi dalokba, amik nem kerültek az albumra (a Foxy Lady a japán/német kiadáson szerepelt).
1970. január 28-án, a Madison Square Garden-ben adott kaotikus koncert után a zenekar feloszlott. Billy Cox és Mitch Mitchell közreműködésével újjáalakult az Experience. A következő hónapokban Hendrix új albumán dolgoztak, ami azonban befejezetlen maradt.
A Band of Gypsys producere Hendrix (Heaven Research) volt. Az USA-ban az 5. helyet érte el és Hendrix legtöbbször eladott albuma lett.

## Az album dalai
Minden dalt Jimi Hendrix írt, kivéve, ahol jelölve van.
1. "Who Knows" – 9:39
2. "Machine Gun" – 12:40
3. "Changes" (Buddy Miles) – 5:14
4. "Power of Soul" – 6:58
5. "Message to Love" – 5:25
6. "We Gotta Live Together" (Buddy Miles) – 5:50

További dalok a japán/német kiadáson:
1. "Hear My Train a Comin'" (Harmadik koncert) – 9:01
2. "Foxy Lady" (Harmadik koncert) – 6:33
3. "Stop" (Howard Tate) (Első koncert) – 4:47

## Közreműködők
- Jimi Hendrix – gitár, ének
- Billy Cox – basszusgitár, vokál
- Buddy Miles – dob, ének, vokál

## Produkció
- Eddie Kramer – hangmérnök, keverés, újrakeverés
- Wally Heider – hangmérnök
- George Marino – újrakeverés
- Joseph Sia – fényképek
- Robert Herman – fényképek
- Jan Blom – album borító
- John McDermott – jegyzetek
- Heaven Research – producer